# Survival (canción de Glay)
«Survival» es el 1º "video-sencillo" de la banda japonesa GLAY. Salió a la venta el 19 de mayo de 1999 y vendió cerca de 900 mil ejemplares y es hasta el presente el mayor video/DVD en venta de todos los tiempos. 

## Lista
1. Survival 2.7-D ANIMATION VERSION
2. Survival LIVE VERSION ('99.3.10 in TOKYO DOME)